# Luka Modrić
Luka Modrić (ur. 9 września 1985 w Zadarze) – chorwacki piłkarz, występujący na pozycji pomocnika we włoskim klubie AC Milan oraz w reprezentacji Chorwacji, której jest kapitanem. Uchodzi za jednego z najwybitniejszych piłkarzy w historii chorwackiej piłki nożnej. Srebrny medalista Mistrzostw Świata 2018 i brązowy medalista Mistrzostw Świata 2022. Laureat Złotej Piłki w 2018. Uczestnik Mistrzostw Świata 2006, 2014, 2018, 2022 oraz Mistrzostw Europy 2008, 2012, 2016, 2020 i 2024. Sześciokrotny zdobywca Ligi Mistrzów UEFA   w sezonach 2013/2014, 2015/2016, 2016/2017, 2017/2018, 2021/2022 i 2023/2024. Srebrny medalista Ligi Narodów UEFA w sezonie 2022/2023.

## Kariera klubowa
Jest wychowankiem Dinama Zagrzeb i do 2003 grał tam w drużynach juniorskich. Potem przeniósł się do bośniackiego zespołu HŠK Zrinjski Mostar. W wieku 18 lat stał się jednym z najlepszych piłkarzy tego zespołu, a w 2004 został wyróżniony graczem sezonu. Następnie powrócił do ojczyzny i trafił do Interu Zaprešić. Tam zagrał jeden sezon i powrócił w 2005 do Dinama. W tym czasie zaczęły się nim interesować takie kluby, jak Bayern Monachium, Werder Brema czy Chelsea, jednak piłkarz wyraził chęć pozostania na kolejny sezon w Dinamie.
27 sierpnia 2012 podpisał pięcioletni kontrakt z Realem Madryt. Chorwat kosztował 30 mln euro oraz 5 mln zmiennych, które zależne są od spełnienia przez niego określonych w umowie celów. Na mocy 5-letniej umowy zawodnik zarabiał 4,5 mln euro rocznie. W barwach „Królewskich” zadebiutował 29 sierpnia 2012 pod koniec drugiej połowy meczu rewanżowego o Superpuchar Hiszpanii, w którym „Los Blancos” wygrali u siebie z FC Barceloną 2:1 i po raz dziewiąty zdobyli to trofeum. 3 listopada 2012 strzelił swoją pierwszą bramkę w barwach „Królewskich” w meczu ligowym z Realem Saragossa gdzie ostatecznie wygrali (4:0).
14 lipca 2025 podpisał roczny kontakt z opcją przedłużenia o kolejny sezon z AC Milan. 17 sierpnia 2025 zadebiutował w 66. minucie zmieniając Samuelea Ricciego w meczu drugiej rundy Pucharu Włoch wygranym 2:0 z SSC Bari.

## Kariera reprezentacyjna
Występował w reprezentacji Chorwacji do lat 21, ale dość szybko trafił do seniorskiej kadry, debiutując w niej 1 marca 2006 w wygranym 3:2 meczu z Argentyną. Mecz ten zaczął w podstawowej jedenastce, a grając przez blisko 80 minut był jednym z najlepszych piłkarzy na boisku. Jego gra spodobała się także selekcjonerowi Zlatko Kranjčarowi, który powołał Modricia do kadry na mistrzostwa świata w Niemczech. Tam wystąpił dwukrotnie – w meczach z Japonią (0:0) oraz z Australią (2:2).
21 listopada 2007 był jednym z głównych autorów wygranej Chorwacji 3:2 w meczu przeciwko Anglią, która pozbawiła gry angielski zespół w Mistrzostwach Europy 2008. W wiosennym okienku transferowym Luka przeszedł do Tottenhamu Hotspur. Na mistrzostwach Europy 2008, 8 czerwca 2008 strzelił jedynego gola z rzutu karnego na tym turnieju w meczu z Austrią (wygranym 1:0). 20 czerwca 2008 w ćwierćfinale z Turcją Modrić wykorzystał błąd doświadczonego tureckiego bramkarza Rüştü Reçbera i asystował Ivanowi Klasniciowi, który strzelił bramkę na minutę przed końcem dogrywki, a niecałą pół minuty później Semih Şentürk natychmiast wyrównał dla Turcji. W serii rzutów karnych Modrić nie wykorzystał rzutu karnego, a Turcja wygrała w rzutach karnych (3:1).
Na mistrzostwach Europy 2012 w Polsce i Ukrainie wystąpił we wszystkich trzech meczach fazy grupowej wygranym 3:1 przeciwko Irlandii, zremisowanym 1:1 z Włochami i przegranym 0:1 z Hiszpanią, drużynie Chorwacji nie udało się awansować do fazy pucharowej zajmując trzecie miejsce w grupie. Na mistrzostwach świata 2014 w Brazylii Chorwaci znaleźli się w grupie A z gospodarzami turnieju Brazylią, Meksykiem i Kamerunem. 12 czerwca 2014 Chorwacja rozegrała mecz otwarcia z Brazylią, którą przegrała 3:1, a Modrić doznał lekkiej kontuzji stopy. 18 czerwca 2014 w drugim meczu grupowym wygranym 0:4 z Kamerunem rozegrał całe spotkanie pomimo ryzyka absencji spowodowanej lekką kontuzją doznanej w meczu otwarcia mistrzostw świata. 23 czerwca 2014 w trzecim meczu grupowym z Meksykiem przegrali 1:3, i tym samym Chorwaci odpadli z turnieju już po fazie grupowej. Na mistrzostwach Europy 2016 we Francji (12 czerwca) strzelił zwycięskiego gola 1:0 z 25 metrów w pierwszym meczu fazy grupowej z Turcją. 17 czerwca w drugim meczu grupowym zremisowanym 2:2 z Czechami doznał kontuzji i musiał opuścić ostatni mecz z Hiszpanią wygranym przez Chorwatów 2:1. W meczu 1/8 finału z Portugalią rozegrał całe spotkanie gdzie przegrali 0:1 w dogrywce z przyszłymi mistrzami Europy.
W 2018 na mistrzostwach świata w piłce nożnej Modrić wystąpił jako kapitan reprezentacji Chorwacji, gdzie 16 czerwca 2018 strzelił gola z rzutu karnego w pierwszym wygranym meczu fazy grupowej z Nigerią (2:0), a 21 czerwca 2018 w drugim meczu fazy grupowej z Argentyną strzelił gola z szesnastu metrów a Chorwacja wygrała ten mecz (3:0), a oprócz niego po jednej bramce strzelili Ante Rebić (po błędzie argentyńskiego bramkarza Willego Caballero) i Ivana Rakiticia, a Modrić na tym turnieju znacznie przyczynił się do zajęcia drugiego miejsca reprezentacji Chorwacji, przegrywając w finale 2:4 z Francją. Został uznany najlepszym zawodnikiem tego turnieju (MVP). Na Mistrzostwach Europy 2020 Modrić rozegrał wszystkie mecze fazy grupowej gdzie 22 czerwca 2021 strzelił jedynego gola na tych mistrzostwach w wygranym meczu ze Szkocją (3:1). 28 czerwca 2021 podczas meczu 1/8 finału z reprezentacją Hiszpanii gdzie został zmieniony w 114. minucie dogrywki gdzie Chorwacja przegrała ten mecz z Hiszpanią (3:5) i tym samym odpadła z turnieju. Podczas eliminacji do Mistrzostw Świata 2022 Modrić strzelił trzy gole i dwukrotnie asystował w siedmiu występach. 13 czerwca 2022 wykorzystał rzut karny w wygranym 1:0 wyjazdowym meczu z Francją w Lidze Narodów UEFA, co było pierwszym historycznym zwycięstwem Chorwacji nad reprezentacją Francji. 25 września 2022 strzelił pierwszego gola w meczu otwierając wynik spotkania w ostatnim meczu grupy A w Lidze Narodów UEFA i ostatecznie Chorwacja wygrała 3:1 na wyjeździe z Austrią zajmując pierwsze miejsce w grupie i awansując do półfinału. 9 listopada 2022 Modrić został wybrany do ścisłego składu reprezentacji Chorwacji na Mistrzostwa Świata 2022 w Katarze. W pierwszym i trzecim meczu fazy grupowej z Marokiem i Belgią został wybrany zawodnikiem meczu. Modrić został czwartym zawodnikiem, który jako minimum 37-latek rozegrał sześć meczów w jednych mistrzostwach świata po Brazylijczyku Niltonie Santosie w 1962, Włochu Dino Zoffie w 1982 i Angliku Peterze Shiltonie w 1990. W 1/8 finału i ćwierćfinale Chorwacja pokonała po rzutach karnych Japonię i Brazylię, a Modrić wykorzystał rzut karny przeciwko Brazylii gdzie Chorwacja awansowała do drugiego z rzędu półfinału mistrzostw świata, w którym przegrali 3:0 z Argentyną. W meczu o trzecie miejsce Chorwacja pokonała Maroko 2:1, a Modrić zdobył Brązową Piłkę. 20 maja 2024 znalazł się składzie na Mistrzostwa Europy 2024 w Niemczech i tym samym stał się jednym z zaledwie trzech zawodników (Cristiano Ronaldo, Pepe), którzy wystąpili na pięciu mistrzostwach Europy. 15 czerwca w pierwszym meczu grupowym przegranym z Hiszpanią 0:3 grał do 65 minuty spotkania. 19 czerwca w drugim meczu grupowym zremisowanym 2:2 z Albanią zagrał całe spotkanie. 24 czerwca w trzecim meczu grupowym przeciwko Włochom strzelił gola gdzie kilka sekund wcześniej nie wykorzystał rzutu karnego, stając się najstarszym strzelcem gola w historii mistrzostw Europy, który dotychczas należał do Ivicy Vasticia, a mecz zakończył się remisem 1:1 i tym samym Chorwacja odpadła z turnieju zajmując trzecie miejsce w grupie z dwoma punktami.

## Statystyki klubowe
Aktualne na 13 kwietnia 2024.
| Klub                   | Sezon            | Liga  | Liga | Puchar | Puchar | Puchar ligi | Puchar ligi | Międzynarodowe | Międzynarodowe | Inne  | Inne | Razem | Razem |
| Klub                   | Sezon            | Mecze | Gole | Mecze  | Gole   | Mecze       | Gole        | Mecze          | Gole           | Mecze | Gole | Mecze | Gole  |
| ---------------------- | ---------------- | ----- | ---- | ------ | ------ | ----------- | ----------- | -------------- | -------------- | ----- | ---- | ----- | ----- |
| Dinamo Zagrzeb         | 2003/04          | 0     | 0    | 0      | 0      | –           | –           | –              | –              | –     | –    | 0     | 0     |
| Dinamo Zagrzeb         | 2004/05          | 7     | 0    | 1      | 0      | –           | –           | –              | –              | –     | –    | 8     | 0     |
| Dinamo Zagrzeb         | 2005/06          | 32    | 7    | 1      | 0      | –           | –           | –              | –              | –     | –    | 33    | 7     |
| Dinamo Zagrzeb         | 2006/07          | 30    | 6    | 7      | 1      | –           | –           | 6              | 0              | 1     | 1    | 44    | 8     |
| Dinamo Zagrzeb         | 2007/08          | 25    | 13   | 8      | 1      | –           | –           | 12             | 3              | –     | –    | 45    | 17    |
| Dinamo Zagrzeb         | Razem            | 94    | 26   | 17     | 2      | –           | –           | 18             | 3              | 1     | 1    | 130   | 32    |
| Zrinjski Mostar (wyp.) | 2003/04          | 25    | 8    | –      | –      | –           | –           | –              | –              | –     | –    | 25    | 8     |
| Inter Zaprešić (wyp.)  | 2004–05          | 18    | 4    | –      | –      | –           | –           | –              | –              | –     | –    | 18    | 4     |
| Tottenham Hotspur      | 2008/09          | 34    | 3    | 2      | 1      | 4           | 0           | 4              | 1              | –     | –    | 44    | 5     |
| Tottenham Hotspur      | 2009/10          | 25    | 3    | 7      | 0      | 0           | 0           | –              | –              | –     | –    | 32    | 3     |
| Tottenham Hotspur      | 2010/11          | 32    | 3    | 2      | 0      | 0           | 0           | 9              | 1              | –     | –    | 43    | 4     |
| Tottenham Hotspur      | 2011/12          | 36    | 4    | 3      | 0      | 0           | 0           | 2              | 1              | –     | –    | 41    | 5     |
| Tottenham Hotspur      | Razem            | 127   | 13   | 14     | 1      | 4           | 0           | 15             | 3              | –     | –    | 160   | 17    |
| Real Madryt            | 2012/13          | 33    | 3    | 8      | 0      | –           | –           | 11             | 1              | 1     | 0    | 53    | 4     |
| Real Madryt            | 2013/14          | 34    | 1    | 6      | 0      | –           | –           | 11             | 1              | –     | –    | 51    | 2     |
| Real Madryt            | 2014/15          | 16    | 1    | 0      | 0      | –           | –           | 6              | 0              | 3     | 0    | 25    | 1     |
| Real Madryt            | 2015/16          | 32    | 2    | 0      | 0      | –           | –           | 12             | 1              | –     | –    | 44    | 3     |
| Real Madryt            | 2016/17          | 25    | 1    | 2      | 0      | –           | –           | 11             | 0              | 3     | 0    | 41    | 1     |
| Real Madryt            | 2017/18          | 26    | 1    | 2      | 0      | –           | –           | 11             | 1              | 4     | 0    | 43    | 2     |
| Real Madryt            | 2018/19          | 34    | 3    | 3      | 0      | –           | –           | 6              | 0              | 3     | 1    | 46    | 4     |
| Real Madryt            | 2019/20          | 31    | 3    | 1      | 0      | –           | –           | 6              | 1              | 2     | 1    | 40    | 5     |
| Real Madryt            | 2020/21          | 35    | 5    | 0      | 0      | –           | –           | 12             | 1              | 1     | 0    | 48    | 6     |
| Real Madryt            | 2021/22          | 28    | 2    | 2      | 0      | –           | –           | 13             | 0              | 2     | 1    | 45    | 3     |
| Real Madryt            | 2022/23          | 33    | 4    | 4      | 0      | –           | –           | 10             | 2              | 5     | 0    | 52    | 6     |
| Real Madryt            | 2023/24          | 26    | 2    | 1      | 0      | –           | –           | 7              | 0              | 2     | 0    | 36    | 2     |
| Real Madryt            | Razem            | 353   | 28   | 29     | 0      | –           | –           | 116            | 8              | 26    | 3    | 524   | 39    |
| Razem w karierze       | Razem w karierze | 617   | 79   | 60     | 3      | 4           | 0           | 149            | 14             | 27    | 4    | 857   | 100   |

## Sukcesy

### Dinamo Zagrzeb
- Mistrzostwo Chorwacji: 2006, 2007, 2008
- Puchar Chorwacji: 2007, 2008
- Superpuchar Chorwacji: 2006

### Real Madryt
- Mistrzostwo Hiszpanii: 2016/2017, 2019/2020, 2021/2022, 2023/2024
- Puchar Króla: 2013/2014, 2022/2023
- Superpuchar Hiszpanii: 2012, 2017, 2019/2020, 2021/2022, 2023/2024
- Liga Mistrzów UEFA: 2013/2014, 2015/2016, 2016/2017, 2017/2018, 2021/2022 , 2023/2024
- Superpuchar UEFA: 2014, 2016, 2017, 2022, 2024
- Klubowe mistrzostwo świata: 2014, 2016, 2017, 2018, 2022

### Chorwacja
Mistrzostwa świata
- Wicemistrzostwo: 2018
- 3. miejsce: 2022

### Wyróżnienia
- Złota Piłka: 2018
- Piłkarz Roku FIFA: 2018
- Piłkarz Roku UEFA: 2018[46]
- Golden Foot: 2019
- MVP Mistrzostw Świata 2018
- Chorwacka Nadzieja Roku: 2004
- Piłkarz Roku w Chorwacji: 2013, 2014
- Piłkarz Roku Premijer Ligi: 2003
- Piłkarz Roku Prva hrvatska nogometna liga: 2007
- Piłkarz Roku w Tottenhamie Hotspur: 2011
- Najlepszy pomocnik Primera División: 2014
- Najlepszy pomocnik Ligi Mistrzów UEFA: 2017[47], 2018[48]
- Najlepszy rozgrywający według IFFHS: 2018
- FIFPro World XI: 2015
- Drużyna marzeń według UEFA podczas Mistrzostw Europy 2008
- Drużyna Roku w Lidze Mistrzów UEFA: 2014, 2017
- Drużyna Roku według IFFHS: 2017, 2018
- Drużyna dekady na świecie według IFFHS: 2011–2020
- Drużyna dekady UEFA według IFFHS: 2011–2020

### Rekordy
- Najwięcej występów w historii reprezentacji Chorwacji: 171 meczów

## Życie prywatne
Jego żoną i agentką jest Vanja Bosnić, którą poznał w 2007, kiedy był zawodnikiem Dynama Zagrzeb. Vanja pracowała wówczas w biurze chorwackiego agenta piłkarskiego Mario Marica. Para pobrała się w maju 2010 w stolicy Chorwacji w Zagrzebiu. Mają troje dzieci, syna Ivana (ur. 6 czerwca 2010) oraz córki Emę (ur. 25 kwietnia 2013) i Sofię (ur. 2 października 2017).

## Odznaczenia
- Order Księcia Branimira (2018)[49]